# Henri Florent de Ligne
Henri de Ligne est un aristocrate belge né le 29 décembre 1881 à Paris et mort le 15 mai 1967 à Montreux (Suisse).

## Biographie
Henri-Florent-Eugène-François-Joseph-Lamoral de Ligne est le fils de Charles de Ligne (1837-1914) et de Charlotte de Gontaut-Biron (1852-1933), fille d’Étienne Charles de Gontaut-Biron (1818-1871). Il est également le petit-fils d'Eugène Ier de Ligne (1804-1880). 
Il épousa le 13 avril 1910 à Paris Charlotte de La Trémoïlle (1892-1971), fille de Louis-Charles-Marie de La Trémoille (1863-1921) et d'Hélène Pillet-Will (1875-1964). Ils eurent un fils, Jean-Charles de Ligne (1911-2005).
Après la mort accidentelle de Louis-Jean-Marie de La Trémoille (1910-1933), dernier représentant masculin de sa famille, les descendants de sa sœur Charlotte de La Trémoïlle (et de son mari Henri de Ligne) relevèrent son nom sous la forme de Ligne de La Trémoïlle, avec les titres de Prince de Tarente, Comte de Laval.